# لکه‌ماهی باله‌دراز
لکه‌ماهی باله‌دراز (نام علمی: Citharichthys xanthostigma) نام یک گونه از سرده لکه‌ماهی است.